# Harengula humeralis
Harengula humeralis är en fiskart som först beskrevs av Cuvier 1829.  Harengula humeralis ingår i släktet Harengula och familjen sillfiskar. Inga underarter finns listade i Catalogue of Life.